# Karl Haiblick
Karl Haiblick (28. listopadu 1893 Ajka – ???) byl československý politik německé národnosti a meziválečný poslanec Národního shromáždění.

## Biografie
Od roku 1929 pracoval ve sklárně ve Falknově. Byl krajským důvěrníkem KSČ. Podle údajů k roku 1930 byl profesí sklářským dělníkem ve Falknově nad Ohří.
V parlamentních volbách v roce 1925 získal za Komunistickou stranu Československa poslanecké křeslo v Národním shromáždění. Mandát obhájil v parlamentních volbách v roce 1929. Mandát ale pozbyl rozhodnutím volebního soudu roku 1931. Místo něj nastoupil do poslaneckého křesla Karel Kuplernt. Ten ale na mandát rezignoval a nakonec poslanecký post obsadil Emil Russ. V březnu 1931 byl odsouzen krajským soudem v Chebu na tři měsíce těžkého žaláře, za své činy během demonstrace v Chodově z února 1931, kdy napadl dva četníky. Na přelomu 20. a 30. let měl v regionu Chebska několik podobných incidentů s představiteli státní moci.